# Državna nagrada za sport „Franjo Bučar”
Državna nagrada za sport „Franjo Bučar” najviše je priznanje koje Republika Hrvatska dodjeljuje za iznimna postignuća i doprinos od osobitog značenja za razvoj sporta u Republici Hrvatskoj. Nagrada od 1991. nosi ime po začetniku hrvatskog sporta dr. Franji Bučaru, a sljednica je nagrada Socijalističke Republike Hrvatske imena Majska nagrada fizičke kulture i Republička nagrada fizičke kulture.
Nagrada se dodjeljuje u obliku medalje s likom Franje Bučara, posebne diplome i novčane nagrade. Medalja je rad akademskog kipara Koste Angelija Radovanija. Na licu nosi reljefni portret Franje Bučara, a na naličju nosi grb Republike Hrvatske i natpis Nagrada Franjo Bučar ispod kojeg je pet olimpijskih krugova. Pozlaćena medalja dodjeljuje se nagrađenima za životno djelo, a posrebrena dobitnicima godišnje nagrade. Diploma je u crnom kožnom ovitku, na koricama je utisnut grb Republike Hrvatske i natpis Državna nagrada za sport Franjo Bučar žuto-zlatnom bojom, a za nagrađene za životno djelo sadrži dodatak »životno djelo«.
Dodjeljuje se stručnim i javnim djelatnicima u području sporta, sportašima, pravnim i fizičkim osobama koje obavljaju sportsku djelatnost, te drugim pravnim i fizičkim osobama zaslužnim za razvoj sporta. 

## Dobitnici nagrade
| Godina | Nagrada za životno djelo                                                           | Godišnja nagrada – pojedinci | Godišnja nagrada – sportske udruge i skupine |
| ------ | ---------------------------------------------------------------------------------- | --- | --- |
| 1991.  | - Mirko Novosel                                                                    | - Danijela Bilbija - Perica Bukić - Tomislav Crnković - Jasminka Francki - Dragutin Magić - Josip Modrić - Danira Nakić - Goran Prpić - Josip Šporer                                                                 | - HRK Lokomotiva, Zagreb - Izvršni odbor atletskog prvenstva Europe, Split 1990. - Kajak klub Belišće, Belišće |
| 1992.  | - Franjo Frntić                                                                    | - Vladimir Findak - Mladen Horvat - Goran Ivanišević - Marko Pećina - Mihovil Rađa - Vilko Sever - Renato Vučetić - Branko Zorko                                                                                     | - Hrvatska košarkaška reprezentacija (muški) Igrači: Dražen Petrović, Velimir Perasović, Danko Cvjetičanin, Toni Kukoč, Vladan Alanović, Franjo Arapović, Žan Tabak, Stojko Vranković, Alan Gregov, Arijan Komazec, Dino Rađa, Aramis Naglić, trener: Petar Skansi - Hrvatska kuglaška reprezentacija (žene) - Rukometni klub Zagreb Lotto, Zagreb - Vaterpolo klub Jadran-Koteks, Split |
| 1993.  | - Miljenko Finderle                                                                | - Boris Lalić - Krsto Mesić - Milivoj Obad - Renco Posinković - Zoran Primorac - Suzana Skoko - Milan Tumara | - ATP Tour Tournament Croatia Open Umag |
| 1994.  | - Herman Vukušić                                                                   | - Dinko Beaković - Filip Ćurković - Mihovil Dorčić - Giuseppe Gjergja - Dragan Milanović - Miloš Milošević - Anton Tucak                                                                                             | - Dvojac s kormilarom HVK Gusar, Split - Veslački klub Gusar, Split |
| 1995.  | - Rudolf Carek - Nikola Turk                                                       | - Nikola Grabić - Valter Ivančić - Iva Majoli - Željko Mavrović - Elida Ružić - Tomislav Šepec - Eduard Šrajer - Perica Vlašić                                                                                       | - Državna seniorska reprezentacija u kanu-slalomu Disciplina 3xC1 slalom: Danko Herceg, Stjepan Perestegi, Zlatko Sedlar - Košarkaški klub Zadar - sportski savez Međimurske županije |
| 1996.  | - prof. dr. Milan Blašković - Marijan Malović                                      | - Željko Bosek - Anto Dragić - Krešimir Horvat - Ivan Janjić - Velimir Kljajić - Radovan Lipovšćak - Krešimir Pleša - Mirjana Ružnjak - Siniša Školneković                                                           | - Hrvatska rukometna reprezentacija (muški) Igrači: Vladimir Jelčić, Goran Perkovac, Irfan Smajlagić, Božidar Jović, Alvaro Načinović, Vladimir Šujster, Bruno Gudelj, Nenad Kljaić, Iztok Puc, Zoran Mikulić, Patrik Ćavar, Venio Losert, Valner Franković, Slavko Goluža, Valter Matošević, Zlatko Saračević, Trener: Velimir Kljajić - Hrvatska vaterpolska reprezentacija Igrači: Maro Balić, Perica Bukić, Damir Glavan, Igor Hinić, Vjekoslav Kobešćak, Joško Kreković, Ognjen Kržić, Dubravko Šimenc, Siniša Školneković, Ratko Štritof, Renato Vrbičić, Tino Vegar, Zdeslav Vrdoljak, Trener Zoran Matutinović - Rukometni klub Podravka, Koprivnica |
| 1997.  | - Filip Ćurković - Zdravko Kovačević                                               | - Davor Crnobori - Barbara Jelić - Anton Jurman - Tomislav Karlo - Vlatko Mamić - Vlatko Matijević - Eva Morandini - Plovanić - Robert Prosinečki - Rudolf Sabljak - Ana Sršen - Zdenko Uzorinac - Ivan Varvodić     | |
| 1998.  | - prof. dr. Josip Marić - prof. dr. Boris Volščanšek                               | - Miroslav Blažević - Ante Čavar - Dražen Funtak - Vlaho Kojaković - Željko Mataja - Milka Milinković - prof. dr. Zlatko Šimenc - Davor Šuker                                                                        | - četverac s kormilarom HVK Gusar iz Splita - Hrvatska nogometna reprezentacija igrači Dražen Ladić, Petar Krpan, Anthony Šerić, Igor Štimac, Goran Jurić, Slaven Bilić, Aljoša Asanović, Robert Prosinečki, Davor Šuker, Zvonimir Boban, Silvio Marić, Marjan Mrmić, Mario Stanić, Zvonimir Soldo, Igor Tudor, Ardian Kozniku, Robert Jarni, Zoran Mamić, Goran Vlaović, Dario Šimić, Krunoslav Jurčić, Vladimir Vasilj, izbornik Miroslav Blažević, trener Branko Ivanković, pomoćni trener Ivan Katalinić, direktor reprezentacije Vedran Rožić, tajnik reprezentacije Zorislav Srebrić, liječnici dr. Boris Nemec i dr. Mladen Čepulić, fizioterapeuti Tomislav Vrbnjak i Bojan Radanović, ekonomi Željko Mesić i Mladen Pilčić - Hrvatsko planinarsko društvo Petehovec iz Delnica - Veslački klub Jadran iz Zadra. |
| 1999.  | - Vladimir Findak - Katica Ileš                                                    | - Ante Bućo - Miroslav Delaš - Zvonimir Konjević - Neven Kovačević - Gordan Kožulj - Lovro Manestar - Boris Polić - Paskval Skelin - Vinko Tomljanović                                                               | - Dvojac bez kormilara hrvatske veslačke reprezentacije Ninoslav Saraga i Oliver Martinov - Hrvatski stolnoteniski savez - Ustanova za organiziranje i provođenje Drugih Svjetskih vojnih igara u Zagrebu 1999. godine. |
| 2000.  | - Miloš Marković - Matija Ljubek (postumno)                                        | - Nikolaj Pešalov - Niko Pulić - Milivoj Bebić - Jasminka Čelik - Željko Klarić - Ivan Kos - Bojan Matković - Ante Tešija - Ivo Vidović - Marijan Vugrinčić                                                          | - Posada osmerca s kormilarom hrvatske veslačke reprezentacije Igor Francetić, Tihomir Franković, Tomislav Smoljanović, Nikša Skelin, Siniša Skelin, Krešimir Čuljak, Igor Boraska, Branimir Vujević, te kormilar Silvije Petriško - Vaterpolski klub Jug iz Dubrovnika |
| 2001.  | - prof. dr. Zlatko Šimenc - mr. Slavko Podgorelec                                  | - Igor Čulin - Zdenko Jajčević - dr. Dabiša Ježina - Branko Kenfelja-Vincek - Andro Knego - dr. Tugomir Krmpotić - Ante Ledić - Zina Urlić - Tamara Boroš - Janica Kostelić                                          | - Hrvatska rukometna reprezentacija gluhih - Stolnoteniski klub Večernji list iz Zagreba |
| 2002.  | - prof. dr. Žarko Dolinar - Krešimir Ćosić (postumno) - Dražen Petrović (postumno) | - Zvonimir Boban - Nikola Bralić - Siniša Ergotić - Ivica Kostelić - prof. dr. Branimir Kuleš - Vedran Pavlek - Veljko Rogošić - Dubravko Šimenc - Lidija Vekić - Milan Zekanović                                    | - Hrvatski boćarski savez - Školski sportski klub Gimnazije Petra Preradovića, Virovitica |
| 2003.  | - Milan Antolković - Vicko Lučić                                                   | - prof. dr. sc. Mate Bartoluci - Blaženka Birolla - Lino Červar - Antun Fijala - Ante Kostelić - Nikola Kristić - Marija Iveković - Branka Pereglin - Dino Rađa - Mihovil Rajević - Petar Skansi - Nataša Vezmar     | |
| 2004.  | - prof. dr. sc. Miro Mihovilović - Antun Vrdoljak                                  | - Ivano Balić - Antun Čilić - Duje Draganja - Đurđa Fočić–Šourek - Karlo Kuret - Ivan Ljubičić i Mario Ančić - Emil Pravdić - Nikša Skelin i Siniša Skelin - Mihovil Španja                                          | - Hrvatska rukometna reprezentacija Igrači: Ivano Balić; Davor Dominiković; Mirza Džomba; Slavko Goluža; Nikša Kaleb; Blaženko Lacković; Venio Losert; Valter Matošević; Petar Metličić; Vlado Šola; Denis Špoljarić; Goran Šprem; Igor Vori; Vedran Zrnić; Drago Vuković; izbornik Lino Červar; trener Irfan Smailagić; tehnički direktor Ivica Udovičić; fizioterapeut Stanislav Peharec; fizioterapeut Milorad Sakradžija - Hrvatski rukometni savez - Vaterpolo klub Šibenik |
| 2005.  | - Irislav Dolenec - Vicko Šoljan                                                   | - Joško Berket - Ivan Fattorini - Radica Jurkin - Stjepan Korbar - Zlatko Kranjčar - Ivan Lovreković - Zvonimir Miloš-Božikov - Jelica Pavličić–Štefančić - Dado Pršo - Robert Seligman - Mile Smodlaka              | - Stolnoteniski klub Donat iz Zadra |
| 2006.  | - Nikola Jurković - Stjepan Korbar - Veljko Rogošić                                | - Dinko Bravar - Josip Čop - Elvis Fatović - Danijela Grgić - Emil Hofman - Miroslav Kotarac - Marin Mišura - Goran Sukno - Žarko Susić - Blanka Vlašić                                                              | - Atletski klub za osobe s invaliditetom Agram iz Zagreba - Jedriličarski klub Uskok iz Zadra |
| 2007.  | - Miroslav Blažević - Ante Pavlović - Žarko Susić                                  | - Slaven Bilić - Ivana Brkljačić - Ivo Cipci - Nataša Drenčić-Jerković - Marijan Klanac - Tomislav Paškvalin - Ratko Rudić - Damir Škaro - Andrija Vekić - Zdeslav Vrdoljak - Dinko Vuleta                           | - Hrvatski vaterpolski savez |
| 2008.  | - Ivo Cipci - Željko Mataja - Josip Modrić                                         | - Branimir Budetić - Igor Koprivnikar - Darko Kralj - Boško Lozica - Matej Mamić - Vlatko Marković - Snježana Pejčić - Mirjana Rajle-Brođanac - Sandra Šarić - Filip Ude - Martina Zubčić                            | - Hrvatska udruga zdravstvenih djelatnika u košarci |
| 2009.  | - Zdravko Baršnik - Ivan Janjić - Renato Vučetić                                   | - Vinko Bajrović - Vladimir Canjuga - Slavko Goluža - Erna Hawelka Rađenović - Duško Klisović - Fredi Kramer - Dražen Mađarević - Ruža Markešić - Nikola Perković - Zorislav Srebrić - Marko Strahija                | - sportski klub za skokove u vodu Zadar |
| 2010.  | - Josip Čorak - Darko Dujmović - Velimir Kljaić (postumno)                         | - Samir Barać - Mateo Beusan - Josip Ćuk - prim. dr. Božidar Fučkar - Igor Hinić - Ivan Ivančić - Marinko Mikulandra - Sandra Perković - Željko Štefanac - Goran Vrbanac - Vladimir Vujnović                         | - Korčulanski plivački klub |
| 2011.  | - prim. dr. Ivan Fattorini - prof. dr. sc. Dragan Milanović - Vinko Tomljanović    | - Ozren Bonačić - Aldo Buršić - Ivo Dragić - Ivan Kljaković Gašpić - prof. dr. sc. Igor Jukić - Lovre Kalašić - Ivan Laljak - Tina Mihelić - Duško Mrduljaš - Ana Zaninović - Lucija Zaninović                       | - Zajednica sportskih udruga Grada Osijeka |
| 2012.  | - Ivan Ivančić - Marinko Mikulandra - Ratko Rudić                                  | - Damir Burić - Giovanni Cernogoraz - Toni Tomas - Vladimir Papić - Josip Pavić - Mikela Ristovski - Krunoslav Sabolić - Tonči Stipanović - Zoran Talić - Stjepan Vučković - Zdenko Zorko                            | - Četverac na pariće (Valent Sinković, Martin Sinković, Damir Martin i David Šain) |
| 2013.  | - Jozo Alebić - Erna Havelka Rađenović - Fredi Kramer                              | - Đurđica Bjedov Gabrilo - Nikša Dobud - Ivan Drviš - Josip Glasnović - Janko Goleš - Davorin Klobučar - Arno Longin - Zdravko Malić - Roko Mikelin Opara - Marijo Možnik - Sandro Sukno                             | - Hrvatski veslački savez |
| 2014.  | - Vinko Bajrović - Anto Ćavar - Giuseppe Giergia                                   | - Milka Babović - Mirko Barišić - Šime Fantela - Edo Fantela - Zdenko Kobeščak - Zlatko Lukić - Igor Marenić - Sandra Paović - Martin Sinković - Valent Sinković - Ana Šimić                                         | - Hrvatski kineziološki savez |
| 2015.  | - dr. sc. Gojko Arneri - Đurđica Gabrilo Bjedov - Janko Goleš                      | - Filip Hrgović - Leonard Pjetraj - Jurica Gizdić - prof. dr. sc. Vladimir Janković - Kristijan Vincetić - Frano Vićan - Ivo Karlović - Maša Martinović - Damir Erceg - Damir Martin - Ronald Lopatny                | - Gimnastičko društvo Osijek-Žito |
| 2016.  | - dr. Ivo Vidović (postumno) - Jelica Pavličić-Štefančić - Luciano Sušanj          | - Zoran Veselinović - Maro Joković - Andro Bušlje - Bono Bošnjak - Marija Anzulović - Veselin Đuho - Sanja Jovanović - Goran Čolak - Velimir Šandor - Mirela Šikoronja Ivančin - Danial Temim                        | - Hrvatska ženska stolnoteniska ekipa (Anđela Mužćinić i Helena Dretar Karić) |
| 2017.  | - Zdenko Zorko - Zdravko Hebel (postumno) - Zina Urlić                             | - Deni Lušić - Dina Levačić - Edi Stipić - Edo Pezzi - Igor Boraska - Ivica Tucak - Jozo Jakelić - Luka Lončar - Ratko Kovačić - Tihomir Franković - Valentina Pereglin - Vlado Lisjak                               | |
| 2018.  | - Vladimir Janković - Milka Babović - Mate Parlov (postumno)                       | - Josip Bilić - Tin Srbić - Ivo Trumbić - Miho Bošković - Zlatko Dalić - Luka Modrić - Dino Sinovčić - Neven Bertičević - Boško Božić - Vjekoslav Šafranić - Petra Deša                                              | - Hrvatska nogometna reprezentacija |
| 2019.  | - Zdenko Kobeščak - Duško Antunović (posmrtno) - Zdravko Malić                     | - Darko Berljak - Vlaho - Miho Asić - Miran Martinac - Zdravko Reić - Laura Štefanac - Tomislav Krističević - Zoran Roje - Klaudija Bubalo - Filip Grgić - Enrico Marotti - Nikola Plećaš                            | - Hrvatska Davis Cup reprezentacija |
| 2020.  | - Ante Kostelić - Petar Skansi - Ivo Trumbić                                       | - Bruno Bošnjak - Slavko Cvitković - Matija Gubica - Rea Hraski - Željan Konsuo - Pero Kuterovac - Boris Milošević - Paulo Obradović - Neven Šavora - Stojko Vranković - Mimi Vurdelja - Slaven Zambata              | |
| 2021.  | - Željko Klarić - Mihovil Nakić-Vojnović - Đurđa Fočić-Šourek                      | - Matea Jelić - prof. dr. sc. Boris Labar - Damir Šolman - Željko Jerkov - prof. dr. sc. Slavko Trninić - Nikola Mektić - Mate Pavić - Anđela Mužinić - Helena Dretar-Karić - Nenad Šoštarić - prof. dr. Damir Knjaz | - Hrvatski taekwondo savez |
| 2022.  | - Nikola Plećaš - Boško Lozica - Edo Pezzi                                         | - Branka Batinić - Marko Bijač - Nataša Muždalo - Žana Lelas (postumno) - Nikola Pilić - prof. dr. sc. Vatromir Srhoj - Ivan Krapić - Ivo Mikulčin - Želimir Feitl - Lucijan Krce - Radiša Mladenović                | - VK Iktus |
| 2023.  | - Nikola Pilić - Damir Šolman (posthumno) - prof. dr. sc. Slavko Trninić           | - Josip Šojat - Ivica Jelić - Josip Reić - Kornelija Kvesić - Tigran Gorički - Zlatko Žagmešter - Ivan Katanušić - Josip Vrlić - Mladen Drnasin - Damir Polić - Ilija Matijević                                      | - Veslački klub Krka Šibenik |
| 2024.  | - Željko Pavličević - Zorislav Srebrić - Morana Paliković Gruden                   | - Donna Vekić - Barbara Matić - Miran Maričić - Edis Elkasević - Lena Stojković - Veljko Laura - Loren Fatović - Vladimir Preradović - Deni Černi - Ivan Mikulić - Luka Bukić                                        | - Hrvatski gimnastički savez |

## Vanjske poveznice
- Državna nagrada za sport Franjo Bučar
- Dobitnici državne nagrade za sport Franjo Bučar (xsls)

- Dodatak:Popis nositelja Reda Danice hrvatske s likom Franje Bučara